# Episodi de Il mio amico Ricky (quinta stagione)
La quinta stagione della sitcom Il mio amico Ricky è stata trasmessa negli Stati Uniti dal 15 settembre 1986 al 4 marzo 1987.
| nº | Titolo originale          | Prima TV USA      |
| -- | ------------------------- | ----------------- |
| 1  | Who's the Boss?           | 15 settembre 1986 |
| 2  | Lost and Found            | 22 settembre 1986 |
| 3  | The Live-In               | 29 settembre 1986 |
| 4  | Rick Sells His Sole       | 6 ottobre 1986    |
| 5  | The Beach House           | 13 ottobre 1986   |
| 6  | Rick Moves Out            | 20 ottobre 1986   |
| 7  | Man to Man                | 27 ottobre 1986   |
| 8  | Hey, Mrs. Robinson        | 3 novembre 1986   |
| 9  | Rick's Learning Problem   | 10 novembre 1986  |
| 10 | The Triangle              | 17 novembre 1986  |
| 11 | Kate Lassos a Longhorn    | 24 novembre 1986  |
| 12 | Edward Creates a Monster  | 26 gennaio 1987   |
| 13 | Rumors Are Flying         | 2 febbraio 1987   |
| 14 | The House Guest           | 9 febbraio 1987   |
| 15 | Band on the Run           | 16 febbraio 1987  |
| 16 | Hero, Worship             | 16 febbraio 1987  |
| 17 | Baby Blues                | 17 febbraio 1987  |
| 18 | Author, Author            | 23 febbraio 1987  |
| 19 | Mother's Day              | 25 febbraio 1987  |
| 20 | Thoroughly Modern Mildred | 26 febbraio 1987  |
| 21 | Pardon My French          | 27 febbraio 1987  |
| 22 | Educating Rick            | 2 marzo 1987      |
| 23 | Edward's Big Adventure    | 3 marzo 1987      |
| 24 | Let It Snow, Let It Snow  | 4 marzo 1987      |